# 纖魮
纖魮（学名：Labeobarbus litamba）为輻鰭魚綱鯉形目鲤科的其中一種，分布於非洲馬拉威湖流域，為特有種，體長可達35公分，棲息湖岸中上層水域，屬肉食性，以無脊椎動物及魚類等為食，可做為食用魚及觀賞魚。